# Колония дел Сакраменто
Колония дел Сакраменто (на испански: Colonia del Sacramento; старо име на португалски: Colônia do Sacramento, Колония до Сакраменто) е град в югозападен Уругвай, разположен на Рио де ла Плата, срещу брега на аржентинската столица Буенос Айрес. Градът има население от 26 231 души (2011 г.) и е столица на департамента Колония. Основан е през 1680 г. от португалски колонисти и е най-старият град в Уругвай.